# Yvan Cournoyer
Yvan Serge Cournoyer, född 22 november 1943 i Drummondville, Québec, är en kanadensisk före detta professionell ishockeyspelare. Cournoyer spelade för Montreal Canadiens i NHL åren 1963–1979. Med Canadiens vann Cournoyer hela 10 Stanley Cup-titlar som spelare åren 1965–1979, något som endast Henri Richard överträffat med sina 11 titlar.
Cournoyer var en kortväxt spelare men ytterst snabb på skridskorna vilket gav honom smeknamnet "The Roadrunner". 1973 vann han Conn Smythe Trophy som Stanley Cup-slutspelets mest värdefulle spelare efter att ha gjort 15 mål och 25 poäng på 17 matcher. Från 1975 till 1979 var Cournoyer lagkapten för Montreal Canadiens. 1972 var han med och vann Summit Series med Kanada mot Sovjetunionens landslag.
1982 valdes Cournoyer in i Hockey Hall of Fame.

## Statistik

### Klubbkarriär
| 1961–62    | Montreal Junior Canadiens | OHA        | 32  | 15  | 16  | 31  | 0   | —   | —  | —  | —   | —  |
| 1962–63    | Montreal Junior Canadiens | OHA        | 36  | 37  | 27  | 64  | 0   | —   | —  | —  | —   | —  |
| 1963–64    | Montreal Junior Canadiens | OHA        | 53  | 63  | 48  | 111 | 0   | —   | —  | —  | —   | —  |
| 1963–64    | Montreal Canadiens        | NHL        | 5   | 4   | 0   | 4   | 0   | —   | —  | —  | —   | —  |
| 1964–65    | Quebec Aces               | AHL        | 7   | 2   | 1   | 3   | 0   | —   | —  | —  | —   | —  |
| 1964–65    | Montreal Canadiens        | NHL        | 55  | 7   | 10  | 17  | 10  | 12  | 3  | 1  | 4   | 0  |
| 1965–66    | Montreal Canadiens        | NHL        | 65  | 18  | 11  | 29  | 8   | 10  | 2  | 3  | 5   | 2  |
| 1966–67    | Montreal Canadiens        | NHL        | 69  | 25  | 15  | 40  | 14  | 10  | 2  | 3  | 5   | 6  |
| 1967–68    | Montreal Canadiens        | NHL        | 64  | 28  | 32  | 60  | 23  | 13  | 6  | 8  | 14  | 4  |
| 1968–69    | Montreal Canadiens        | NHL        | 76  | 43  | 44  | 87  | 31  | 14  | 4  | 7  | 11  | 5  |
| 1969–70    | Montreal Canadiens        | NHL        | 72  | 27  | 36  | 63  | 23  | —   | —  | —  | —   | —  |
| 1970–71    | Montreal Canadiens        | NHL        | 65  | 37  | 36  | 73  | 21  | 20  | 10 | 12 | 22  | 6  |
| 1971–72    | Montreal Canadiens        | NHL        | 73  | 47  | 36  | 83  | 15  | 6   | 2  | 1  | 3   | 2  |
| 1972–73    | Montreal Canadiens        | NHL        | 67  | 40  | 39  | 79  | 18  | 17  | 15 | 10 | 25  | 2  |
| 1973–74    | Montreal Canadiens        | NHL        | 67  | 40  | 33  | 73  | 18  | 6   | 5  | 2  | 7   | 2  |
| 1974–75    | Montreal Canadiens        | NHL        | 76  | 29  | 45  | 74  | 32  | 11  | 5  | 6  | 11  | 4  |
| 1975–76    | Montreal Canadiens        | NHL        | 71  | 32  | 36  | 68  | 20  | 13  | 3  | 6  | 9   | 4  |
| 1976–77    | Montreal Canadiens        | NHL        | 60  | 25  | 28  | 53  | 8   | —   | —  | —  | —   | —  |
| 1977–78    | Montreal Canadiens        | NHL        | 68  | 24  | 29  | 53  | 12  | 15  | 7  | 4  | 11  | 10 |
| 1978–79    | Montreal Canadiens        | NHL        | 15  | 2   | 5   | 7   | 2   | —   | —  | —  | —   | —  |
| NHL totalt | NHL totalt                | NHL totalt | 968 | 428 | 435 | 863 | 255 | 147 | 64 | 63 | 127 | 74 |

### Internationellt
| År     | Lag    | Turnering     |   | Matcher | Mål | Assists | Poäng | Utv |
| ------ | ------ | ------------- | - | ------- | --- | ------- | ----- | --- |
| 1972   | Kanada | Summit Series | 8 | 3       | 2   | 5       | 2     |     |
| Totalt | Totalt | Totalt        | 8 | 3       | 2   | 5       | 2     |     |

## Meriter
- Stanley Cup – 1964–65, 1965–66, 1967–68, 1968–69, 1970–71, 1972–73, 1975–76, 1976–77, 1977–78 och 1978–79.
- Conn Smythe Trophy – 1972–73
- Summit Series – 1972
- NHL Second All-Star Team – 1968–69, 1970–71, 1971–72 och 1972–73